# 筑紫文字

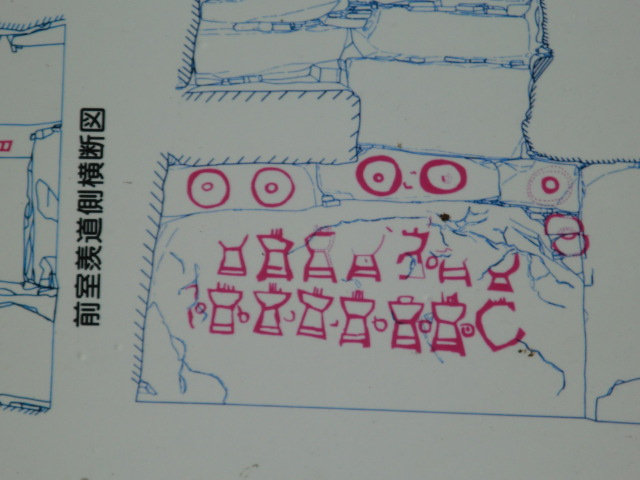
重定古墳に描かれた壁画の図

筑紫文字（つくしもじ）は、福岡県うきは市にある重定古墳の石室に記されているとされた神代文字。重定石窟古字とも称される。

## 概要
平田篤胤が1819年（文政2年）に著した『神字日文伝』附録遺字篇には「筑後国石窟文字」として採録されており、地元には「神代の文字」とする言い伝えがあるとされる。ただし平田は「慥（）に文字とも思ひ定めがたし」と述べている。同書に掲載された文字の模写は、久留米藩の人間が書いたものを国学者の屋代弘賢から入手したものとされる。有名な学者である平田の影響は大きく、後に測量で筑後国を訪れた伊能忠敬が重定古墳を訪れ詳細な調査を行った。この資料と久留米藩士の資料は、装飾古墳の古い資料が少ない中で詳細な資料として貴重なものであるといわれる。
1825年4月22日（文政8年3月5日）には久留米藩士の村上量敏と早川一照によって模写図が作成され、この図は国学者の落合直澄が著した『日本古代文字考』の中に掲載されている。落合はこの文字について、4種類の記号と11種類の記号の組み合わせによって成り立っているとする説を唱えた。またその傍らに見られる点のような記号については、梵字において用いられる長音を表す点に似ているとしている。そして歴史家の神谷由道が1886年（明治19年）11月の『東京人類学会報告』第9号で発表した「古代文字考」に掲載される文字のうち、松浦北海の庭にある石（以前は藩邸の石垣の一部であったとされる）に見られる文字や、越中国礪波郡高瀬村（現在の富山県南砺市高瀬）の高瀬神社にある鰐口に見られる文字と形状が似ているとしている。
竹内文書には「ヤソヨ文字」として登場する。竹内義宮『神代の万国史』では上古第九代二十二世の時代に作られたものとし、酒井由夫『につぽん字の発掘』では人祖第一代天日豊本葦牙気皇天皇の時代に作られた文字としている。なお竹内文書に現れる天皇については竹内文書による歴代天皇を参照。
今日の研究においてこの「筑紫文字」は、手宮洞窟と同様に音節文字ではなく壁画であると考えられている。原田実『図説神代文字入門』では「平田・落合の試みは遺跡に残る古代人のメッセージを受け取ろうとした点で現代の考古学に通じるところもある」としている。

## 重定古墳

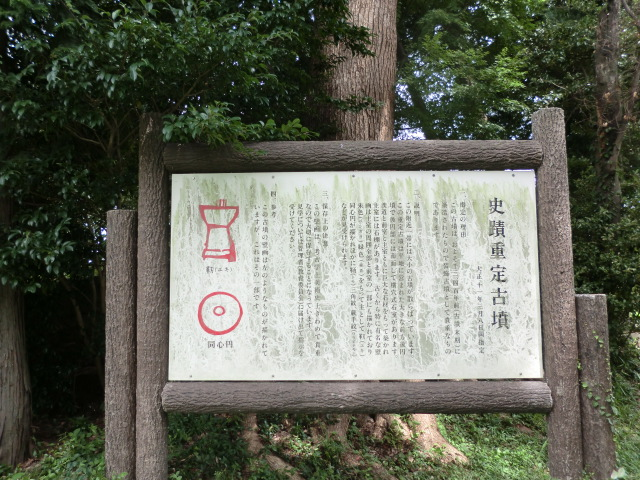
重定古墳について解説する看板。左上にあるものが靫（ゆき）、左下にあるものが同心円である。

重定古墳は筑後川左岸に位置する前方後円墳であり、朝田古墳群に属する。築造時期は6世紀後半とされる。1922年（大正11年）3月8日には、近接する楠名古墳と共に国指定の史跡となっている。
前方部はすでに失われているため現存長は51mあるが、築造時の全長は80mほどと推定されている。後円部径は44mあり、高さは8.5mである。後円部の南側には全長17m、高さ3.8mの横穴式石室があり、6mある羨道で外に繋がっている。安山岩の巨石が用いられているのが特徴で、奥壁や側壁、腰石や天井石にはいずれも一枚岩が用いられている。また奥壁には巨石を用いた石棚が配置されている。
石室の壁面には、赤色や緑青色の顔料によって靫（矢を入れて携帯するための容器）や同心円文、蕨手状文が描かれている。後室には主に靫を描き一部に同心円文が見られるのに対し、前室には主に同心円文が描かれており、後室と前室では文様構成が異なっている。この靫や同心円文などによって構成される壁画が「筑紫文字」である。
戦時中に防空壕として使われていたほか、戦後の考古学ブームで多くの人が押し寄せた事で文字や壁画が傷んでしまっており、肉眼で確認しにくくなっている。昭和37年に東京芸術大学の教授である日下八光によって壁画の復元図（推定したもの）が作成された。現在は、うきは市歴史民俗資料館に保管されているほか、拡大したものがうきは市立図書館の入り口に展示されている。
当時は相当多数の土器や鉄器があったようで、地元の人々が用があるときに古墳にお願いして器を借りていたが、強欲な者が返さなかった為に失われたという言い伝えが残っているという。
同じ福岡県の嘉穂郡桂川町には王塚古墳があり、靫や同心円文など重定古墳と共通する壁画が見られる。このような装飾古墳は九州の北部に分布が集中している。